# Нарликар, Джайант
Джайант Вишну Нарликар (англ. Jayant Vishnu Narlikar; 19 июля 1938, Колхапур, Британская Индия — 20 мая 2025, Пуна, Махараштра) — индийский астрофизик и писатель.
Нарликар является сторонником стационарного состояния космологии. Вместе с сэром Фредом Хойлом он разработал конформную теорию гравитации, широко известную как теория Хойла-Нарликара. Эта теория объединяет Теорию Относительности Альберта Эйнштейна и Принцип Маха. В ней предполагается, что инертная масса частицы представляет собой функцию массы всех других частиц, умноженной на константу связи, которая является функцией космической эпохи. В космологии, основанной на этой теории, гравитационная постоянная G уменьшается строго со временем.

## Ранние годы
Нарликар родился в Колхапуре, Индия, 19 июля 1938 года в семье учёных из браминов кахраде. Его отец, Вишну Васудев Нарликар, был математиком, который занимал должность профессора и заведующего кафедрой математики в Бенаресском индуистском университете, Варанаси. Мать Джаянта — Сумати Нарликар, изучала санскрит.

## Карьера
Нарликар получил степень бакалавра естественных наук Бенаресского индуистского университета в 1957 году. Затем он начал учебу в Доме Фицуильяма, на базе Кембриджского университета в Англии, где в 1959 году он получил степень бакалавра по математике и звание наилучшего студента в области математики
(Senior Wrangler — величайшее интеллектуальное достижение которое можно получить в Великобритании). В 1960 году Нарликар выиграл медаль Тайсона в области астрономии. Во время докторантуры в Кембридже, в 1962 году, он выиграл приз Смита. После получения докторской степени в 1963 году, под руководством Фреда Хойла, он работал в качестве стипендиата Берри Рамзи в Королевском колледже в Кембридже, и в 1964 году получил степень магистра в области астрономии и астрофизики. Он продолжал работать в качестве стипендиата в Королевском колледже до 1972 года. В 1966 году Фред Хойл создал Институт теоретической астрономии в Кембридже, и Нарликар занимал место сотрудника-основателя института в течение 1966-72 годов.
В 1972 году Нарликар занял должность профессора в Институте фундаментальных исследований Тата (TIFR) в Мумбаи, Индия. В TIFR он заведовал группой теоретической астрофизики. В 1988 году Индийская комиссия по университетским грантам создала Межвузовский центр по астрономии и астрофизике (IUCAA) в Пуне, и Нарликар стал основателем-директором этого центра.
Нарликар известен во всем мире своей работой в сфере космологии, и особенно в поддержании альтернативной модели популярной модели Большого Взрыва. В течение 1994—1997 гг., он был президентом космологической комиссии Международного астрономического союза. Его исследовательская работа включала принцип Маха, квантовую космологию и физику дальнодействия.
Нарликар был одним из исследователей, которые изучали микроорганизмы из проб стратосферного воздуха, полученного на высоте 41 км. По данным исследования: «Такие выводы имеют огромное значение для подающей надежды области астробиологии и, помимо того, обеспечивают важный вклад в вопрос о том, как началась жизнь на нашей планете».
Нарликар был назначен Председателем Консультативной группы по учебникам в области науки и математики, комитет по разработке учебников отвечает за разработку опубликованных НСИПП (Национальным советом исследований в области образования и подготовки кадров) учебников по науке и математике, которые широко используются в качестве стандартных учебников во многих индийских школах.
Умер 20 мая 2025 года в Пуне в возрасте 86 лет.

## Награды
Нарликар получил несколько национальных, международных наград и почетных докторских степеней. Вторая из высших гражданских государственных наград Индии, Падма Вибхушан, была присуждена ему в 2004 году за его научно-исследовательскую работу. До этого, в 1965 году, ему была присвоена награда Падма Бхушан. Также, в 1981 году он был награждён наградой Растра Бхушан в 1981 году из фонда FIE Foundation города Ichalkaranji.
В 2010 году Нарликар получил награду Махараштра Бхушан.
Он является лауреатом премии Бхатнагар, премии M.P. Birla и обладателем Премии Жюля Жансена из Французского астрономического общества. Так же Нарликар является ассоциированным членом Королевского астрономического общества в Лондоне, членом трех индийских Национальных академий наук и академии наук Третьего мира.
Помимо своего научного исследования, Нарликар был хорошо известен как человек, который подает науку в массы через свои книги, статьи и телерадиопрограммы. За эту деятельность в 1996 году ЮНЕСКО удостоило его премии Калинги.
В конце 1980-х годов его показали в телешоу Карла Сагана «Космос: Персональное путешествие». В 1990 году он получил премию индийской Национальной академии наук имени Индиры Ганди. Нарликар является глобальной персоной в мире науки.
Он был награждён Академией Sahitya за свою автобиографии в Marathi Chaar Nagarantale Maze Vishwa — 2014.

## Работы
Кроме научных статей, книг и научно-популярной литературы, Нарликар писал фантастику, романы, и рассказы на английском, хинди и языке маратхи. Он также является консультантом для научных и математических учебников НСИПП (Национального совета по исследованиям в области образования и подготовки кадров, Индия).

## Общественная деятельность
В 1992 году подписал «Предупреждение человечеству».

## Научно-популярная литература
- Факты и домыслы в космологии, с G. Burbridge, Cambridge University Press, 2008
- Актуальные вопросы космологии, 2006
- Различный подход к космологии: С статической Вселенной через Большого Взрыв к реальности 2005 года
- Вселенная Фреда Хойла, 2003
- Научный Край: Индийский учёный из ведической времён до современности, 2003
- Введение в космологию, 2002
- Квазары и активные ядра галактик: Введение, 1999
- От чёрных туч к чёрным дырам, 1996
- От чёрных туч к чёрным дырам (третье издание), 2012
- Семь чудес Космоса, 1995
- Философия науки: Перспективы природных и социальных наук, 1992
- Основные события гравитации и космологии, 1989
- Нарликар Дж. Неистовая Вселенная. — М.: Мир, 1985. — Тираж 100 000 экз.
- Нарликар Дж. Гравитация без формул. — М.: Мир, 1985. — Тираж 50 000 экз.
- Насильственные явления во Вселенной, 1982
- Светлая сторона силы тяжести, 1982
- Границы Физики-Астрономии (соавтор сэр Фред Хойл), 1981
- Структура Вселенной, 1977
- Создание материи и аномальных красных смещений, 2002
- Амортизаторная Теория излучения в расширении Вселенной, 2002